# Relations entre la Syrie et le Yémen
Les relations entre la Syrie et le Yémen constituent les relations étrangères bilatérales entre la République arabe syrienne et la République du Yémen.
La Syrie et le Yémen entretiennent de bonnes relations. Les deux pays subissent actuellement des guerres civiles, la guerre civile syrienne et la guerre civile yéménite.

## Historique
En janvier 2007, le premier ministre yéménite Abdel Kader Bajamal arrive à Damas pour une visite de trois jours et des réunions du Haut Comité conjoint syro-yéménite pour renforcer la coopération bilatérale des deux pays.
En mai 2008, le Haut Comité tient une réunion à Sanaa, coprésidée par le premier ministre yéménite, Ali Mohammed Moujawar, et son homologue syrien Mohammed Naji al-Otari. Les deux états affirment leur ferme soutien à l'établissement de la sécurité et de la paix au Moyen-Orient.
La 10e session du Haut Comité yéménite-syrien se conclut en août 2010 par la signature de 14 documents, dont des accords de coopération, des programmes et des protocoles.
À l'occasion du 20e anniversaire de l'unification yéménite, l'ambassadeur du Yémen à Damas Abdel-Wahhab Tawaf déclare que le Yémen uni est un exemple pour les relations interarabes comme elles devraient l'être, ajoutant que cette unité permet au Yémen de jouer son rôle panarabe visant à renforcer l'action arabe commune et la coopération avec les pays frères. Tawaf salue les positions de soutien de la Syrie à la stabilité et à la sécurité du Yémen, ajoutant qu'il est fier des efforts du président Bachar el-Assad concernant les questions panarabes et le renforcement des liens de partenariat arabe.
En février 2011, le Yémen et la Syrie discutent de la possibilité de renforcer la coopération entre les deux pays dans les domaines du théâtre et du cinéma. Le ministre de la Culture Mohammad al-Maflahi et l'ambassadeur syrien au Yémen Abdul Ghafor Sabouni passent en revue les moyens d'envoyer des formateurs syriens pour former les cadres yéménites dans les domaines de l'écriture de scénarios, de la réalisation de films et de pièces de théâtre.

### Guerre civile syrienne
En 2011, le Yémen affiche un soutien inconditionnel au gouvernement syrien et est l'un des rares pays arabes à soutenir le président Bachar el-Assad. En outre, les milices chiites yéménites, telles que les Houthis, manifestent également leur soutien à Assad et envoient des miliciens en Syrie pour se battre pour le gouvernement. Outre le Liban, le Yémen est le seul membre de la ligue arabe absent lors d'un vote visant à expulser la Syrie de l'organisation. En février 2012, le membre du Parlement de l'opposition yéménite, Mohammed Nassar al-Hazmi, qualifie la mesure prise par les États du Conseil de coopération du Golfe d'expulser les ambassadeurs syriens et de retirer les diplomates du Golfe de Syrie de bonne et positive, exigeant que le gouvernement yéménite adopte une procédure similaire et expulse l'ambassadeur syrien au Yémen. Un mois plus tard, en mars 2012, un diplomate du ministère des Affaires étrangères déclare que le gouvernement yéménite pourrait demander à l'ambassadeur syrien de quitter le Yémen. De plus, des manifestants yéménites descendent dans la rue, condamnant ce qu'ils qualifient de massacres commis par le gouvernement syrien contre le peuple syrien, exigeant que le gouvernement yéménite expulse immédiatement l'ambassadeur syrien.

### Crise au Yémen
Le conflit au Yémen, qui prend racine dans le printemps arabe, éclate lorsque le dirigeant autoritaire de longue date, Ali Abdallah Saleh, cède cédé son pouvoir à son adjoint, Abdrabbo Mansour Hadi, en 2011. Le soulèvement est censé apporter une certaine stabilité au Yémen. Le président Hadi a du mal à gérer des problèmes tels que les attaques djihadistes, le mouvement séparatiste dans le sud, la loyauté du personnel de sécurité envers Saleh ainsi que la corruption, le chômage et l'insécurité alimentaire. En raison d'une telle instabilité, le mouvement Houthi en profite pour prendre le contrôle du nord de la province de Saada et des régions voisines. De nombreux Yéménites, déçus par la transition, soutiennent le mouvement Houthis qui, en conséquence, force le président Hadi à fuir à l'étranger en mars 2015. Alarmés par un tel soulèvement, l'Arabie saoudite et sept autres États arabes lancent une campagne pour tenter de rétablir le gouvernement du président Hadi. La coalition de ces États arabes reçoit le soutien des États-Unis, du Royaume-Uni et de la France.